# 2012 în televiziune

## În România
- 1 martie: un nou canal de știri prin cablu - Digi 24[1]

## În Statele Unite
Martie
- 1 martie: premiera serialului Awake, episodul "Pilot" (la NBC)

- 2 martie: premiera episodului 13 (sez. 1) "Three Coins in a Fuchsbau" al serialului Grimm (la NBC)

- 4 martie: premiera episodului 11 (sez. 2) "Judge, Jury, Executioner" al serialului The Walking Dead (la AMC)

- 5 martie: premiera episodului 9 (sez. 1) "Sonny Burnett" al serialului Alcatraz (la Fox)

- 8 martie: premiera episodului 2 (sez. 1) "The Little Guy" al serialului Awake (la NBC)

- 9 martie: premiera episodului 14 (sez. 1) "Plumed Serpent"[2] al serialului Grimm (la NBC)

Aprilie
- 1 aprilie: premiera episodului 1 (sez. 2) "The North Remembers"[3] al serialului Urzeala tronurilor (la Fox)